# Delivery (Film)
Delivery ist ein deutscher, computeranimierter Kurzfilm aus dem Jahr 2005 unter der Regie und nach dem Drehbuch von Till Nowak. Die Geschichte über einen alten Mann und ein mysteriöses Paket wurde weltweit auf mehr als 150 Filmfestivals gezeigt und gewann mehr als 30 internationale Auszeichnungen.

## Handlung
Ein einsamer Mann lebt am Rande einer großen von Fabrikschloten eingenebelten, futuristischen Industriestadt. Das letzte Stück Natur scheint eine Blume auf seinem Balkon zu sein, um die er sich liebevoll kümmert. Per Post erhält er ein mysteriöses Paket. Nachdem er eine Klappe öffnet, entsteht eine Luke am Himmel, durch die er seine Umwelt verändern kann. Nach reiflicher Überlegung entschließt er sich die stinkende Stadt zu entfernen und durch seine Blume zu ersetzen.

## Auszeichnungen (Auswahl)
- 2005: Prädikat „Besonders Wertvoll“ und „Shortfilm Of The Month“, Filmbewertungsstelle Wiesbaden
- 2005: Grand Jury Prize und Audience Award, AFI FEST 2005, Los Angeles
- 2006: Friedrich-Wilhelm-Murnau-Kurzfilmpreis 2006, Murnau-Stiftung, Wiesbaden
- 2006: Nominiert für den Europäischen Filmpreis
- 2006: Bester Kurzfilm, 17th San Sebastián Horror and Fantasy Film Festival